# Knattspyrnudeild Vestra
Knattspyrnudeild Vestra w skrócie ÍF Vestri – islandzki klub piłkarski mający swoją siedzibę w Ísafjarðarbær. Występuje w Besta-deild karla, najwyższym szczeblu piłkarskim na Islandii.

## Historia
Knattspyrnudeild Vestra został założony w 1986 pod nazwą Badmintonfélag Ísafjarðar (BÍ). W 2008 awansowali do 2. deild karla. W 2010 zajęli w niej drugie miejsce awansując do 1. deild karla. W sezonie 2015 spadli z niej zajmując ostatnie miejsce. W 2016 w wyniku fuzji z wielosekcyjnym klubem sportowym Íþróttafélagið Vestri zmieniono nazwę klubu na Vestri. W 2019 zostali wicemistrzem 2. deild karla i awansowali do 1. deild karla. W sezonie 2023 zajęli w niej 4. miejsce i po barażach awansowali do Besta-deild karla.

## Stadion
Knattspyrnudeild Vestra rozgrywa swoje mecze na Olísvöllurinn.

## Skład
Stan na 5 października 2024
| Nr | Poz. | Piłkarz                    |
| -- | ---- | -------------------------- |
| 2  | OB   | Morten Ohlsen Hansen       |
| 3  | OB   | Elvar Baldvinsson          |
| 4  | PO   | Fatai Gbadamosi            |
| 5  | OB   | Aurélien Norest            |
| 6  | PO   | Ibrahima Baldé             |
| 7  | NA   | Vladimir Tufegdžić         |
| 8  | PO   | Daníel Agnar Ásgeirsson    |
| 9  | NA   | Andri Rúnar Bjarnason      |
| 11 | PO   | Benedikt Warén             |
| 12 | BR   | Vladan Đogatović           |
| 15 | NA   | Gudmundur Arnar Svavarsson |
| 16 | OB   | Ívar Breki Helgason        |
| 17 | NA   | Gunnar Jónas Hauksson      |
| 20 | OB   | Jeppe Gertsen              |

| Nr | Poz. | Piłkarz                         |
| -- | ---- | ------------------------------- |
| 22 | OB   | Elmar Atli Gardarsson (kapitan) |
| 23 | NA   | Silas Songani                   |
| 26 | OB   | Fridrik Thórir Hjaltason        |
| 30 | BR   | William Eskelinen               |
| 32 | OB   | Eiður Sigurbjörnsson            |
| 40 | OB   | Gustav Kjeldsen                 |
| 77 | PO   | Sergine Fall                    |
|    | BR   | Sveinn Sigurdur Jóhannesson     |
|    | BR   | Benjamin Schubert               |
|    | OB   | Grímur Andri Magnússon          |
|    | PO   | Jeppe Pedersen                  |
|    | PO   | Iñaki Rodrìguez                 |
|    | NA   | Pétur Bjarnason                 |